# Vitaliano Borromeo (Kardinal)

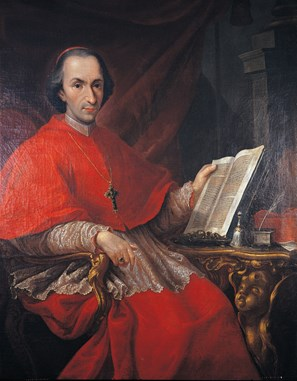
Vitaliano Kardinal Borromeo (Gemälde von Giovanni Battista Perabò)

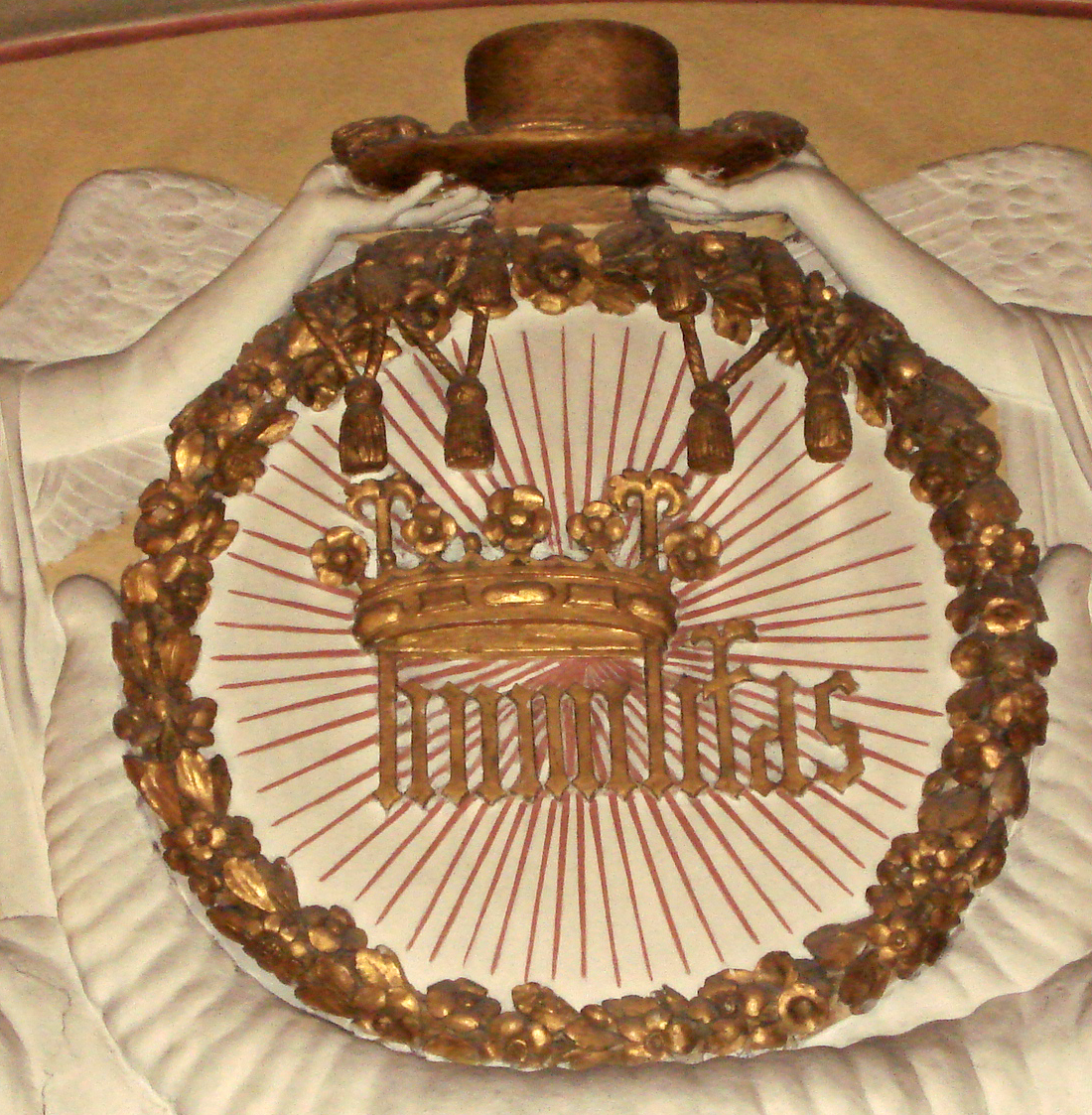
Humilitas, die bekrönte Wappendevise der Familie Borromeo im Dom von Mailand

Vitaliano Borromeo Arese (* 3. März 1720 in Mailand; † 7. Juni 1793 in Rom) war ein italienischer katholischer Erzbischof und Kardinal.

## Leben
Er wurde am 3. März 1720 als drittes Kind von Giovanni Benedetto Borromeo Arese und dessen Ehefrau Clelia Grillo in Mailand geboren. Als Onkel von Kardinal Giovanni Archinto mütterlicherseits war er mit sechs anderen Kardinälen der Familie Borromeo verwandt: Carlo (1560), Federico der Ältere (1587), Federico der Jüngere (1670), Giberto (1652), Giberto Bartolomeo (1717) und Edoardo (1868).
Im Februar 1733 trat er in das Collegio dei Nobili in Mailand ein; 1735 zog er nach Rom, wo er seine Studien am Collegio Romano fortsetzte; und schließlich schloss er sein Studium an der Universität von Pavia ab und promovierte am 20. Oktober 1745 in utroque iure.
Als er nach Rom zurückkehrte, begann er seine kirchliche Laufbahn. Am 2. September 1745 wurde er zum Referendar an den Gerichtshöfen der Apostolischen Signatur ernannt; von April 1747 bis Februar 1754 war er Vizelegat von Bologna. Im Dezember 1747 empfing er die Priesterweihe.
Am 16. Februar 1756 wurde er zum Titularerzbischof von Thebae erwählt. Am darauf folgenden 22. Februar erhielt er in Rom in der Basilika Santi Ambrogio e Carlo die Bischofsweihe durch Kardinal Giorgio Doria. Später erfolgten wichtige diplomatische Ernennungen: ab 16. März 1756 Apostolischer Nuntius im Großherzogtum Toskana – im September 1757 wurde er Mitglied der Accademia della Crusca – und ab 10. Dezember 1759 Nuntius am kaiserlichen Hof in Wien.
Papst Clemens XIII. erhob ihn im Konsistorium vom 26. September 1766 zum Kardinalpriester. Er verließ Wien im September 1767. Am 19. Dezember 1768 erhielt er die Titelkirche Santa Maria in Ara Coeli. Am 15. Dezember 1783 entschied er sich für die Titelkirche Santa Prassede.
Als Kardinal erhielt er vom 19. Dezember 1768 bis zum 5. Juli 1778 das wichtige Amt des päpstlichen Legaten in der Romagna. Er nahm an zwei Konklaven teil: dem von 1769, das zur Wahl von Papst Clemens XIV. führte, und dem von 1774–1775, das zur Wahl von Papst Pius VI. führte. Im Juli 1781 wurde er zum Präfekten der Kongregation für die kirchliche Immunität ernannt.
Er starb am 7. Juni 1793 in Rom. Seine sterblichen Überreste ruhen in der Basilika Santa Prassede.